# Aéroport de Jytomyr
Pour les articles homonymes, voir ZTR.
L'aéroport de Jytomyr (ukrainien : Міжнародний аеропорт «Житомир»), situé près de la ville de Jytomyr, dans l'oblast de Jytomyr, en Ukraine.

## Histoire
Ouvert en 1939, il a été rayé des listes d'aéroports en 2011 car il n'avait plus reçu d'avions depuis 1990. Le 30 décembre 2015, il reçoit de nouveau son certificat et devient le centre de maintenance de Yanair.

## Attaque par la Russie en 2022
L'attaque de l'aéroport de Jytomyr a commencé le 27 février 2022, durant l'invasion de l'Ukraine par la Russie.